# Молдован, Оливера
Оливера Молдован (серб. Оливера Молдован / Olivera Moldovan; 1 марта 1989, Белград) — сербская гребчиха-байдарочница, выступает за сборную Сербии начиная с 2012 года. Участница двух летних Олимпийских игр, серебряная и бронзовая призёрка чемпионатов мира, дважды бронзовая призёрка чемпионатов Европы, обладательница серебряной медали первых Европейских игр в Баку, многократная победительница и призёрка регат национального значения.

## Биография
Оливера Молдован родилась 1 марта 1989 года в Белграде, Югославия. Её отец Зоран Молдован является коренным сербом, а мать Татьяна — русская, иммигрировавшая в Югославию из СССР и ранее проживавшая в Сочи. Активно заниматься греблей Оливера начала с раннего детства и практически на всех соревнованиях выступала в паре со своей младшей сестрой Николиной.
Впервые заявила о себе в 2009 году, одержав победу в двойках на пятистах метрах на молодёжном чемпионате Европы в польской Познани. Год спустя на молодёжном европейском первенстве в Москве вновь получила золото в полукилометровой дисциплине и взяла серебро на двухстах метрах. По итогам сезона они с Николиной были признаны лучшими молодыми спортсменками Сербии.
Благодаря череде удачных выступлений Молдован попала в основной состав сербской национальной сборной и удостоилась права защищать честь страны на летних Олимпийских играх 2012 года в Лондоне. Стартовала здесь в вместе с Николиной в программе байдарок-двоек на дистанции 500 метров — они с третьего места квалифицировались на предварительном этапе, затем на стадии полуфиналов финишировали четвёртыми и пробились тем самым в главный финал «А». В решающем финальном заезде заняли, тем не менее, последнее восьмое место, уступив победившему немецкому экипажу Франциски Вебер и Тины Дитце более четырёх секунд.
После лондонской Олимпиады Оливера Молдован осталась в основном составе гребной команды Сербии и продолжила принимать участие в крупнейших международных регатах. Так, в 2013 году она побывала на чемпионате мира в немецком Дуйсбурге, откуда привезла награду бронзового достоинства, выигранную в зачёте двухместных байдарок на дистанции 200 метров. Также, будучи студенткой, отправилась представлять страну на летней Универсиаде в Казани, где получила серебро на двухстах метрах и бронзу на пятистах. В следующем сезоне добавила в послужной список бронзовую медаль, завоёванную в полукилометровой гонке двухместных экипажей на европейском первенстве в немецком Бранденбурге, и серебряную медаль, добытую в той же дисциплине на мировом первенстве в Москве.
В 2015 году Молдован стала бронзовой призёркой чемпионата Европы в чешском Рачице, заняв третье место в двухсотметровой программе двухместных байдарок. Кроме того, в этом сезоне поучаствовала в первых Европейских играх в Баку, откуда вернулась с серебряной наградой — в финале двухсотметровой дисциплины двоек их с Николиной обошли только белорусские гребчихи Марина Литвинчук и Маргарита Махнёва.
Находясь в числе лидеров сербской национальной сборной, Оливера Молдован благополучно прошла отбор на Олимпийские игры 2016 года в Рио-де-Жанейро. В зачёте четырёхместных байдарок на дистанции 500 метров стартовала в составе экипажа, куда помимо неё и Николины вошли также гребчихи Далма Ружичич-Бенедек и Милица Старович — в предварительном квалификационном заезде они заняли последнее восьмое место, а в полуфинале предпоследнее пятое — попали, таким образом, в утешительный финал «Б», где в гонке из шести экипажей пришли к финишу последними и расположились в итоговом протоколе соревнований на четырнадцатой строке. Также Оливера стартовала здесь в одиночках на дистанции 200 метров, но тоже особого успеха не добилась — сумела дойти только до стадии полуфиналов, заняв там предпоследнее седьмое место.